# وایلی (مجله علوم مولکولی محاسباتی)
بررسی‌های بین رشته‌ای وایلی: علوم مولکولی محاسباتی یک مجله علمی مروری با داوری همتا است که از سال ۲۰۱۱ توسط جان ویلی و پسران منتشر می‌شود. مجله در شش شماره در سال چاپ شده و بستری مناسب را برای مقالات با ساختار مروری همراه با کیفیت بالا فراهم می‌کند که به‌طور گسترده‌ای برای مخاطبان مختلف، دانشمندان و مهندسان قابل دسترسی است. ضریب تأثیر مجله ۱۶٫۷۷۸ در سال ۲۰۱۹ است.
سردبیر فعلی پیتر آر شراینر از دانشگاه گیسن، آلمان است.